# هدسون أوستن
هدسون أوستن (بالإنجليزية: Hudson Austin)‏ هو سياسي غرينادي، ولد في 26 أبريل 1938 في غرينادا. نشط حزبياً في حركة الجوهرة الجديدة ‏.